# Petite digression
Petite digression est un conte philosophique de Voltaire, publié en 1766, également connu sous le titre Les aveugles juges des couleurs, que lui a donné l'édition de Kehl parue en 1784.
Voltaire y montre méfiance et réticence à l’encontre de toute forme de dogmatisme. Il reste sceptique quant à la capacité d’amélioration des hommes et, dans ce texte comme dans tant d'autres, il milite pour la tolérance, la lucidité et la clairvoyance.

## Structure du récit
- 1re partie : Les Quinze-Vingts sont présentés comme un groupe uni constitué d'hommes égaux, raisonnables et vivant en paix, jusqu’au jour où l’un d’entre eux va instaurer la discorde, en prétendant avoir des connaissances dans un domaine, la vue, qui serait supérieure à celles des autres.
- 2e partie : il est fait état des querelles qui vont jaillir de cette prétention.
- 3e partie : elle constitue une chute en forme de morale. Ce bref paragraphe tire une leçon ironique de l’histoire.

Les deux volets principaux du récit vont décrire deux états opposés : le premier évoque la concorde entre les membres de la communauté, cette paix résultant de l’absence de distinctions entre eux, une égalité.
L’essentiel du paragraphe va mettre en avant trois des cinq sens : le toucher, le goût, l’odorat ; tous les possèdent et ils sont maîtrisés par eux. Voltaire ne fait pas allusion au quatrième sens de l’ouïe, sans doute parce que ce sens sera au centre de la chute du récit.
La seconde partie va se retrouver mise en opposition. Elle insiste sur la discorde et les dissensions : entre les sujets, la communauté, envers le tyran, mais également entre les sujets eux-mêmes : « Cette querelle forma deux partis ». Dans cette partie il n’est question que de couleur, la vue dont les Quinze-Vingts est dépourvue. Après les connaissances acquises préalablement va donc succéder une querelle tout à fait vaine, stérile, sur un sujet hors de leurs compétences. La corrélation va donc être la mise en avant de la dictature, l’ignorance et la division sociale et, thématique qui revient dans l’œuvre de Voltaire, (Zadig, Candide), l’inutilité des spéculations qui dépassent la compétence de ceux qui en parlent. Il est évident que la vue pour les Quinze-Vingts est comme les spéculations sur l’au-delà, métaphysiques, pour l’être humain : donc du domaine de l’impossibilité, impossible à maîtriser avec certitude. Voltaire estime que les connaissances ne peuvent pas dépasser le champ de l’expérience. Pour l’aveugle limité à l’usage des quatre sens, spéculer sur la vue n’a pas d’utilité parce qu’il n’a pas l’expérience de ce qui se trouve au-delà de ses capacités.

## La logique de la discorde
La seconde partie présente le processus par lequel un homme avide de pouvoir va accroître les dissensions à son profit, en se servant de la crédulité publique. À la charnière des deux paragraphes, Voltaire montre comment le dictateur installe son pouvoir. Il commence par exercer son ascendant sur l’opinion en se faisant passer pour le détenteur d’un prétendu savoir, pour ensuite asseoir matériellement son autorité en se rendant maître, par l’intrigue, des revenus des sujets. Dès lors, il va gouverner en imposant par décret ses propres opinions : les habits des Quinze-Vingts sont blancs ; « il décida que », ce qui va susciter la résistance de certains des habitants. Cela va empirer lorsque le dictateur décrète que les habits finalement sont rouges. Il change le contenu mais pas la manière de gouverner. Finalement, pour rétablir la concorde, il faudra une tolérance.

## Un enjeu politique
Voltaire reprend un thème qui lui est cher, la critique des croyances religieuses, théologiques, qui sont à la source de l’intolérance. Derrière cette querelle ridicule se profilent la critique des opinions religieuses et l’appel à la tolérance à l’égard de matières qui ne peuvent faire l’objet d’aucune certitude. L’allusion aux querelles des catholiques contre les protestants, des jansénistes contre les jésuites, à toutes les petites factions religieuses en fonction depuis la fin du XVIIe siècle en France, est claire. Mais se profile également une critique du pouvoir royal, du dictateur, de l’Un.
Le conte va très vite prendre une coloration politique. Les Quinze-Vingts forment une « communauté », leur chef est appelé « dictateur » ; il se forme des « partis » tandis que tous ceux qui s’opposent sont appelés « rebelles ».
La petite communauté des Quinze-Vingts devient donc rapidement une sorte de microcosme, le symbole d’une société tout entière et de ses querelles internes.
La morale est ambiguë, d’un côté la tolérance gagne, l’emporte : le dictateur doit renoncer à ses droits et désormais chaque personne pourra suspendre son jugement sur la couleur des habits. De l’autre côté, le comportement du sourd tend à montrer que la leçon n’a pas été comprise puisqu’il voit bien l’erreur des aveugles mais il « reste sourd » à la sienne, et la conclusion est conforme au scepticisme de Voltaire qui marque, les derniers temps de sa vie, le même scepticisme que Montaigne. Il apparaît dans le conte que l’intolérance est sans fin, qu'il faut rester vigilant et recommencer sans cesse à se battre.